# Ben Browder
Robert Benedic »Ben« Browder, ameriški filmski in televizijski igralec, * 11. december 1962.
Ben Browder je najbolj poznan po glavni vlogi bv znanstveno fantastični seriji Farscape in kasneje v Stargate SG-1.

## Filmografija

### Glavni igralec
| 1978. | Duncan's World                                                  | Gates                                    |                        |
| 1990. | Memphis Belle                                                   | Rookie Captain                           |                        |
| 1991. | Daughters of Privilege                                          | Randy                                    | TV                     |
| 1991. | A Kiss Before Dying                                             | Tommy Roussell                           |                        |
| 1992. | The Boys of Twilight                                            | Tyler Clare                              | TV serija              |
| 1992. | Secrets                                                         | Bill Warwick                             | TV                     |
| 1995. | Big Dreams & Broken Hearts: The Dottie West Story               | Al Winters                               | TV                     |
| 1996. | Innocent Victims                                                | Gary Eastburn                            | TV                     |
| 1997. | Nevada                                                          | Shelby                                   |                        |
| 1997. | Steel Chariots                                                  | D.J. Tucker                              | TV                     |
| 1997. | Bad to the Bone                                                 | Brent                                    | TV                     |
| 1998. | The Sky's On Fire                                               | Racer                                    | TV                     |
| 1998. | Boogie Boy                                                      | Freddie                                  |                        |
| 1999. | Farscape (1999–2003)                                            | John Crichton                            | TV serija              |
| 2002. | Farscape: The Game                                              | John Robert Crichton, Jr. (posodil glas) | Video igra             |
| 2004. | Behind the Camera: The Unauthorized Story of 'Charlie's Angels' | Lee Majors                               | TV                     |
| 2004. | A Killer Within                                                 | Sam Moss                                 | DVD Film               |
| 2004. | Farscape: The Peacekeeper Wars                                  | John Crichton                            | TV                     |
| 2005. | Stargate SG-1                                                   | Lieutenant Colonel Cameron Mitchell      | (2005–2007) TV serija  |
| 2008. | Stargate: The Ark of Truth                                      | Lieutenant Colonel Cameron Mitchell      | DVD Film               |
| 2008. | Stargate: Continuum                                             | Lieutenant Colonel Cameron Mitchell      | DVD Film               |
| 2010  | Naught for Hire                                                 | Nick Naught                              | (Pred-produkcija)      |
| 2011  | Bad Kids Go to Hell                                             | Max                                      | Film (Post-produkcija) |

### Stranske in gostujoče vloge
| 1993. | Grace Under Fire                      | Eric            | 1.3 »Grace Undergraduate«                                    |
| 1994. | Melrose Place                         | Adam            | 2.25 »The Two Mrs. Mancinis«                                 |
| 1994. | Thunder Alley                         | Marcus          | 1.4 »Girls' Night Out«                                       |
| 1994. | Murder, She Wrote                     | Ollie Rudman    | 11.9 »Murder By Twos«                                        |
| 1996. | Strangers                             | Eric            | 1.3 »My Ward, My Keeper«                                     |
| 1996. | Party of Five                         | Sam Brody       | 3.9 »Gimme Shelter« through 3.12 »Desperate Measures«        |
| 1997. | Party of Five                         | Sam Brody       | 3.14 »Life's Too Short« through 3.19 »Point of No Return«    |
| 2003. | Na kraju zločina: Miami               | Danny Maxwell   | 1.22 »Tinder Box«                                            |
| 2004. | The Late Late Show with Craig Kilborn | John Crichton   |                                                              |
| 2005. | Justice League Unlimited              | Bat Lash (glas) | 3.12 "The Once and Future Thing: Weird Western Tales: Part 1 |
| 2012. | Chuck (TV serija)                     | Ron             | Chuck vs. The Bullet Train                                   |

### Scenarist
| 1999. | Farscape      | epizoda »Green-Eyed Monster« |
| 1999. | Farscape      | epizoda »John Quixote«       |
| 2007. | Stargate SG-1 | epizoda »Bad Guys«           |